# Тарквини, Камилло
Ками́лло Таркви́ни (итал. Camillo Tarquini; 16 ноября 1806, Марта, Папская область — 15 февраля 1874, Рим, Королевство Италия) — итальянский кардинал и богослов, канонист и археолог, иезуит. Кардинал-дьякон с 22 декабря 1873, с титулярной диаконией Сан-Никола-ин-Карчере с 16 января 1874.

## Биография
Родился 27 сентября 1810 года в городе Марта. По линии отца происходил из рода нобилей Тарквини, по линии матери из рода нобилей Ламбрускини. Обучался в семинарии Монтефьясконе, по окончании которой 21 сентября 1833 года был рукоположен в сан священника. В 1835 году защитил докторскую степень по каноническому праву в Риме. Специализировался в области канонического права, принятого на Тридентском соборе. 27 августа 1837 года в храме Сан-Андреа в Монтекавальо вступил в новициат Общества Иисуса. 15 августа 1851 года принёс монашеские обеты.
В 1840-х годах служил преподавателем гуманитарных наук и риторики в коллегиях иезуитов в Фано, Модене, Пьяченце, Фермо, Тиволи и Вероне. С 1852 по 1868 год был профессором канонического права в коллегии иезуитов в Риме. В 1871—1873 год нёс пасторское служение в храме иезуитов в Рим. Приобрёл известность, как один из талантливых комментаторов Священного Писания. Его статьи неоднократно выходили в издании иезуитов «La Civilta Cattolica». Работы Тарквини по каноническому праву были переведены с латинского на многие европейские языки и снискали ему международную известность. Среди них, трактат «Regium Placet, or Exequatur» (1851) о папских буллах, издававшийся затем в качестве приложения к главному труду Тарквини по каноническому праву «Juris ecclesiastici publici institutiones» (1862), трактат о конкордате 1801 года (1871) и полемическое сочинение «Pauline Privilege» (1888).
Кроме исследований в области канонического права, занимался археологией. Изучал наследие этрусков на территории Апеннинского полуострова. Им также была написана грамматика и словарь этрусского языка. Тарквини был членом Папской академии археологии в Риме и Императорской и королевской академии наук в Лукке. В качестве президента возглавлял историческое и археологическое отделения Академии Квирити в Риме. Служил консультантом ряда куриальных учреждений — конгрегации инквизиции, конгрегации по чрезвычайным церковным делам, конгрегации пропаганды веры, конгрегаций по делам епископов и по делам монашествующих.
В 1869—1870 годах на Первом Ватиканском соборе был папским теологом. В 1873 году был назначен теологом Апостольской пенитенциарии. 22 декабря 1873 года, в знак признания его заслуг как канониста, римский папа Пий IX возвёл его в сан кардинала-дьякона. Незадолго до смерти получил титул кардинала-дьякона Сан-Никола-ин-Карчере, но не успел принять кардинальскую шапку, так, как умер до публичной консистории, прошедшей спустя месяц после его кончины в Риме 15 февраля 1874 года. После панихиды в храме Сан-Лоренцо-ин-Лючина, его похоронили в капелле на кладбище Кампо-Верано в Риме.